# دانشگاه سن دیگو
دانشگاه سن دیگو (USD) یک دانشگاه تحقیقاتی خصوصی در سن دیگو واقع در ایالت کالیفرنیا آمریکا است که در سال ۱۹۴۹ تأسیس شده‌است. این دانشگاه وابسته به کلیسای کاتولیک رومی است.
کالج سن دیگو برای بانوان و دانشگاه سن دیگو که در ژوئیه ۱۹۴۹ تأسیس شده بودند، از سیستم مدرسه کالیفرنیا به دانشگاه سن دیگو در سال ۱۹۷۲ ادغام شدند. از آن زمان، این دانشگاه به ۹ دانشکده کارشناسی و کارشناسی ارشد گسترش یافته‌است، که شامل دانشکده مهندسی، دانشکده مطالعات صلح و دانشکده حقوق می‌شود. این دانشگاه در میان دانشگاه‌های دکتری - فعالیت تحقیقاتی بالا (R2) طبقه‌بندی شده‌است.

## تاریخچه

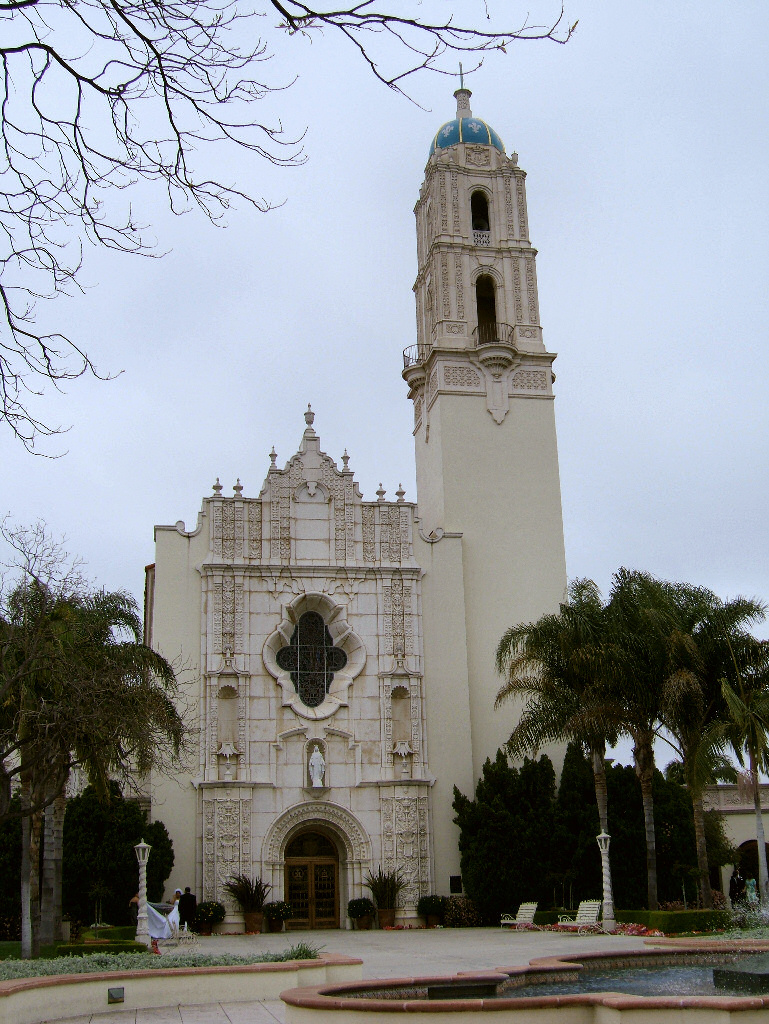
کلیسای Immaculata Parish در USD نشان دهنده سبک معماری پردیس است

در سال ۱۹۴۹ منشوری برای کالج زنان در سن دیگو و دانشگاه سن دیگو که شامل کالج مردان و دانشکده حقوق نیز بود، اعطا شد. کالج زنان در سال ۱۹۵۲ درهای خود را به روی اولین کلاس دانشجویان باز کرد. در سال ۱۹۵۴، کالج مردان و دانشکده حقوق افتتاح شد. این دو مدرسه در همان هال بوگ که محل دبیرستان دانشگاه نیز بود احداث شدند. در سال ۱۹۵۷، حوزه علمیه قلب سالم و مدرسه کوچک سنت فرانسیس به مرکز تازه تکمیل شده خود، که اکنون به نام ماهر هال معروف است، منتقل شدند که نزدیک به دو دهه در پارک آلکالا وجود داشتند. بدنه دانشجویی، جامعه محلی، حامیان، فارغ التحصیلان و بسیاری از سازمان‌ها در توسعه دانشگاه نقش اساسی دارند.

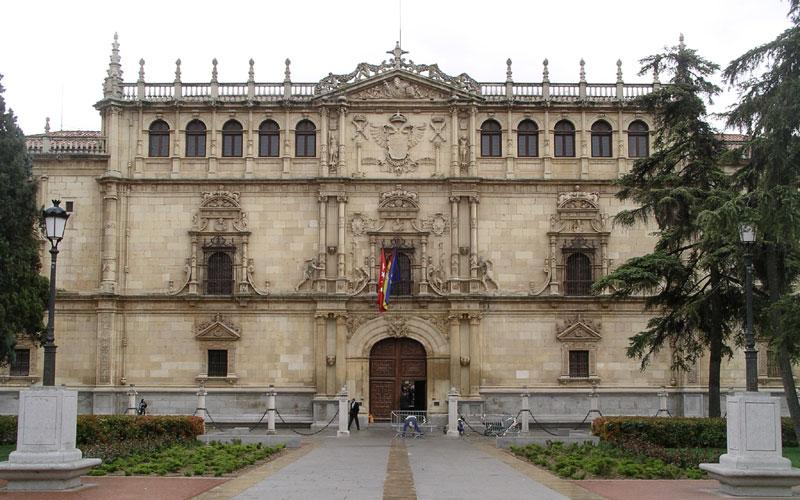
Universidad de Alcalá در اسپانیا، الهام بخش از دلار آمریکا هیل

## محیط و موقعیت

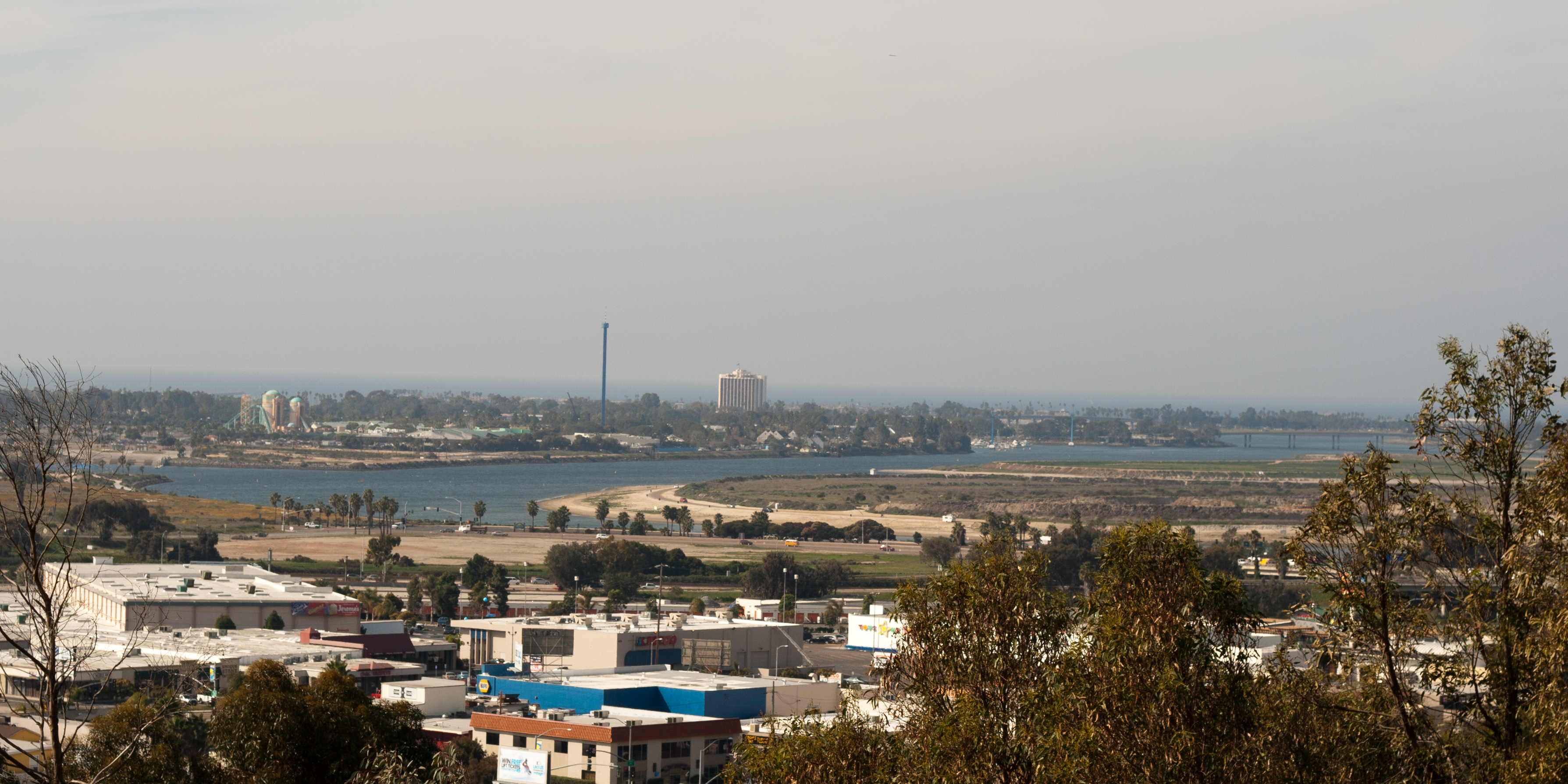
نمای Mission Bay و SeaWorld از محوطه دانشگاه

پارک آلکالا در بالای لبه مسا مشرف به خلیج میسیون و دیگر نقاط سان دیگو قرار دارد. فلسفه بنیانگذار دانشگاه و هم مذهبی‌هایش بر این باور متکی بودند که مطالعه در محیط‌های زیبا می‌تواند تجربه آموزشی دانشجویان را بهبود بخشد؛ بنابراین، ساختمانهای دانشگاه با معماری پلاترسکی قرن ۱۶ طراحی شده‌اند، سبکی از دوران رنسانس اسپانیا، که به هر دو میراث کاتولیک سن دیگو احترام می‌گذارد. در سپتامبر ۲۰۱۱، Travel+Leisure از آن به‌عنوان یکی از زیباترین پردیس‌های کالج در ایالات متحده نام برد.
محوطه دانشگاه تقریباً دو مایلی شمال مرکز سن دیگو، در قله شمالی دره مأموریت در جامعه لیندا ویستا واقع شده‌است. همچنین، اقیانوس آرام، بندر سن دیگو، جزایر کرونادو و لا ژولا از محوطه دانشگاه قابل مشاهده است.

## دانشگاهیان

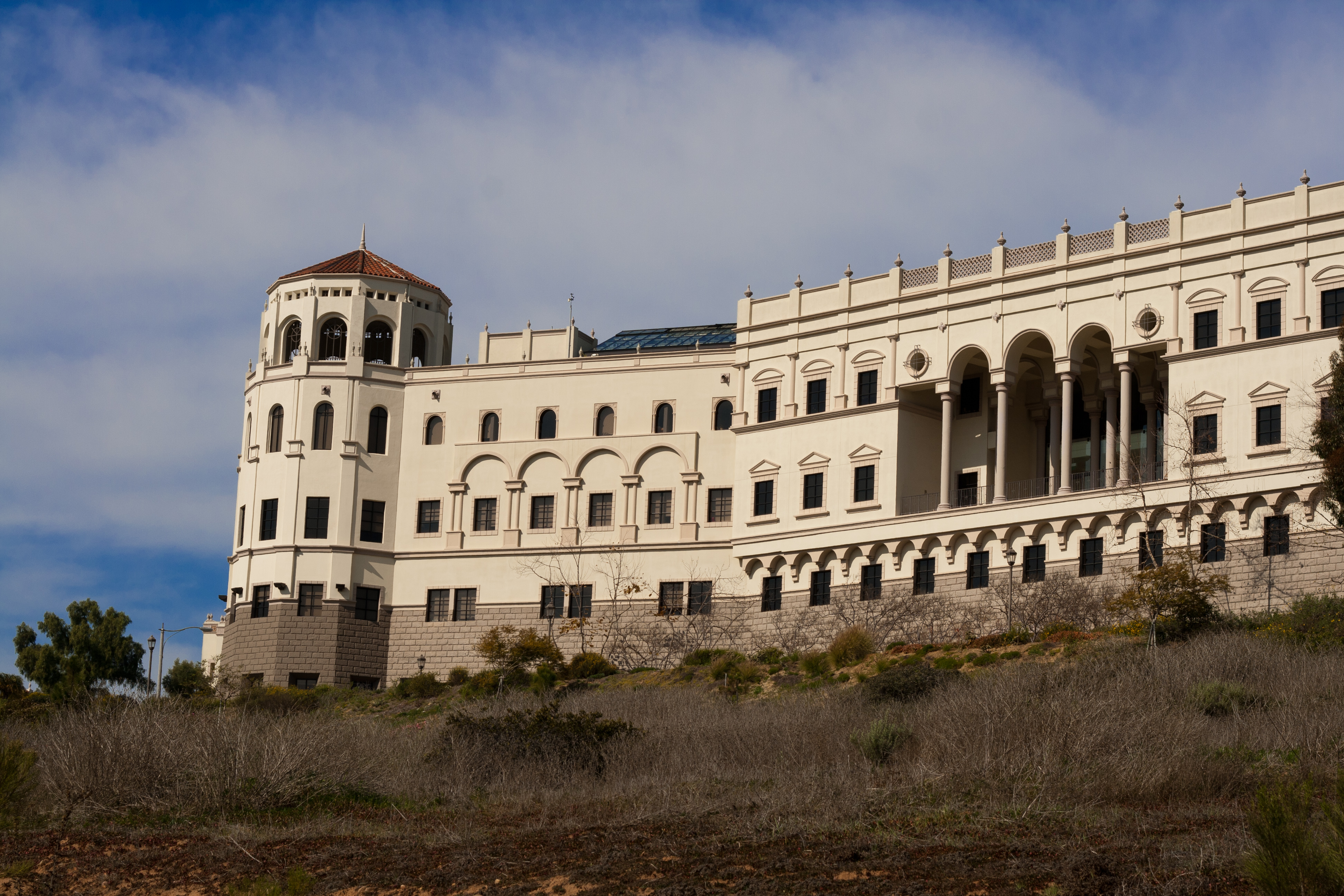
مرکز علم و فناوری دونالد پی شیلی، در سال ۲۰۰۳ افتتاح شد

دانشگاه سن دیگو بیش از ۸۰ رشته در مقاطع کارشناسی، کارشناسی ارشد و دکتری ارائه می‌دهد. این دانشگاه به شش مدرسه و کالج تقسیم می‌شود. کالج هنرها و علوم و دانشکده حقوق قدیمی‌ترین بخش‌های دانشگاهی هستند. مدرسه مطالعات صلح جدیدترین مدرسه دانشگاه است.
USD دارای یک طبقه‌بندی کارنگی از دانشگاه R2- دکترای: فعالیت تحقیقاتی بالا است. کارنگی این رتبه‌بندی را به "موسساتی که حداقل ۲۰ مدرک دکترا تحقیقاتی یا بورسیه اعطا کرده‌اند و حداقل ۵ میلیون دلار در کل هزینه‌های تحقیقاتی داشته‌اند (که از طریق تحقیقات و توسعه آموزش عالی بنیاد ملی علوم (NSF) (HERD) گزارش شده‌است").

### رتبه‌بندی
در سال ۲۰۱۹، دانشگاه سن دیگو در رتبه «دانشگاه‌های ملی» توسط US News & World Report در رتبه ۹۱ قرار گرفت. US News & World Report همچنین برنامه مهندسی کارشناسی دانشگاه سن دیگو را در سیزدهم در ایالات متحده برای مدارس مهندسی که دکترا ارائه نمی‌دهند رتبه‌بندی کرد.